# パレードへようこそ
『パレードへようこそ』（英: Pride）は、2014年にイギリスで製作されたレズビアン・ゲイ映画・歴史映画・コメディドラマ映画。スティーヴン・ベレズフォードが脚本、マシュー・ウォーチャスが監督を担当した。

## 概要
実在の団体レズビアンズ・アンド・ゲイズ・サポート・ザ・マイナーズ（LGSM、字幕では「炭鉱夫支援同性愛者の会」）が、1984年から1985年の炭鉱ストライキの際に炭鉱労働者へ金銭支援を行った話を映画化したものである。脚本のベレズフォードは数少ない当時の資料を集めたほか、実際のLGSMメンバーも取材に協力した。LGSMの創設メンバーとして、ベン・シュネッツァー、ジョージ・マッケイ、ジョセフ・ギルガン、フェイ・マーセイ、ドミニク・ウェスト、アンドリュー・スコット、フレディ・フォックスが出演し、支援を受けたウェールズの炭鉱組合のメンバーとして、パディ・コンシダイン、ビル・ナイ、イメルダ・スタウントンなどが出演した。
作品は2014年の第67回カンヌ国際映画祭監督週間のクロージング・フィルムとして上映され、この年のクィア・パルムを受賞した。また作品はゴールデングローブ賞 映画部門 作品賞 (ミュージカル・コメディ部門)、英国アカデミー賞 英国作品賞、英国アカデミー賞 助演女優賞（イメルダ・スタウントン）にノミネートされ、英国アカデミー賞 新人賞を獲得した。脚本のベレズフォードは、監督のウォーチャスも参加して舞台ミュージカルにする計画があると明かしていた。

## あらすじ
作品は、レズビアン・ゲイの活動家たちが、サッチャー政権下で起きた1984年から1985年の炭鉱ストライキの際に炭鉱労働者の家族に金銭支援を行い、レズビアンズ・アンド・ゲイズ・サポート・ザ・マイナーズ（LGSM、字幕では「炭鉱夫支援同性愛者の会」）の活動の端緒となった実話を映像化したものである。このような提携は前例の無いものだったが、当時活動は大成功を収めた。
ブロムリー区出身でゲイだということをひた隠しにしているジョー・クーパー（演：ジョージ・マッケイ）は、20歳の誕生日にゲイ・プライド・パレード・イン・ロンドンを観に行き、無理矢理パレードに参加させられる。終了後の反省会で、パレード直前に炭鉱ストライキのニュースを読んでいたゲイの活動家マーク・アシュトン（演：ベン・シュネッツァー）は、炭鉱労働者が虐げられる現状は同性愛者と同じだと訴え、支援組織「炭鉱夫支援同性愛者の会」(LGSM) の旗揚げを提案する。ほとんどが気乗りせず帰ってしまう中、創設メンバーには、反省会場だった書店ゲイズ・ザ・ワードの店主ゲシン（演：アンドリュー・スコット）とその恋人ジョナサン（演：ドミニク・ウェスト）、マイク（演：ジョセフ・ギルガン）とジェフ（演：フレディ・フォックス）、紅一点のレズビアン・ステフ（演：フェイ・マーセイ）などが名乗りを上げ、ジョーも参加することになる。
LGSMは書店の前で募金活動を始め、全国炭鉱労働組合など寄付先となる炭鉱組合を探すが、同性愛者の団体であることから断られ続けてしまう。しびれを切らしたマークは炭鉱町に直接寄付することを決め、地図でランダムに探した中から、ウェールズの小さな村・オンルウィンを探し出す。ディライス炭鉱の代表者としてロンドンにやってきたダイ・ドノヴァン（演：パディ・コンシダイン）はゲイ・バーで感謝のスピーチを行い、地元に戻ってLGSMを招待したいと提案するが、同性愛を嫌う組合員のモーリーン（演：リサ・パルフリー）などから反対を受ける。支援物資の仕分けボランティアを行うシャーン・ジェームズ（演：ジェシカ・ガニング）は、思わず招待すべきだと声を上げてしまう。オンルウィンに招待されたLGSMのメンバーは、当初一部のホモフォビアな住民たちから冷遇されるが、ジョナサンのディスコ・ダンスなどで打ち解ける。時を同じくして同性愛者でのAIDS流行が大きく報じられるようになる。
1984年の冬、ウェールズを記録的な大寒波が襲い、オンルウィンを訪れたメンバーたちは、ミニバスが壊れたりインフラが止められたりと、スト参加者が苦境に陥っていることを知る。マークはこの状況を打開する秘策に出ると宣言し、オンルウィンの人々は『パンと薔薇』を合唱してこれに応える。LGSMをよく思わないモーリーンは、義兄クリフ（演：ビル・ナイ）の誘いに乗らず、逆に新聞に密告して中傷記事を書かせる。新聞記事はストにも影響を与え、ゲシンの書店が襲撃される騒ぎにもなるが、マークはこれを逆手に使い音楽祭を計画する。カムデン・タウンで開かれた音楽祭には、オンルウィンから委員長のヘフィーナ（演：イメルダ・スタウントン）などが駆けつける。翌日、オンルウィンではLGSMの支援を受け続けるかどうかの決議が行われるが、モーリーンの画策で決議時間が早められてロンドンに行った組合員は参加できず、留守を守っていたクリフは口下手でLGSMの弁護に失敗する。また、ジョーは撮りためていた写真が元で家族にゲイだとばれ、軟禁状態に置かれる。マークは元恋人のAIDS発症も相まって自暴自棄になりLGSMを離れ、ゲシンは1人で募金中に殴られて入院するほどの怪我を負う。
1985年3月、ついにストが終結する。オンルウィンに向かったジョー、そして彼を送り届けたシャーンは、それぞれマークとジョナサンから、人生を有効に使えと伝えられる。帰宅したジョーは家出してLGSMの活動に参加することを決める。
6月のゲイ・プライド・パレード当日、マークがLGSMに戻ってくる。また、全国の炭鉱労働者たちがLGSMと共にパレードの先頭を歩み、活動への連帯を示す。その後エピローグでは、登場人物のその後と、翌年の労働党大会で全国炭鉱労働組合が圧力団体となり、同性愛者の権利が党マニフェストに盛り込まれたことが明かされる。

## 登場人物

### LGSMメンバー

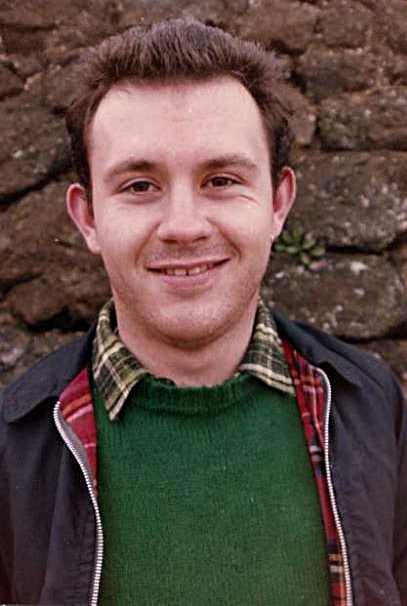
シュネッツァーが演じたマーク・アシュトンは、LGSMを立ち上げ同性愛者の人権活動を行った実在の人物である（1986年撮影）

マーク・アシュトン (Mark Ashton)
演 - ベン・シュネッツァー、声 - 増元拓也
レズビアンズ・アンド・ゲイズ・サポート・ザ・マイナーズ(LGSM) の発起人。オンルウィンでの反対決議と、元恋人ティムのAIDS発症の衝撃から一時LGSMを離れるが、1985年のゲイ・プライド・パレードに合わせて戻ってくる。その後エピローグで、AIDS発症診断を受けた後26歳で亡くなったことが明かされる。
マイケル・"マイク"・ジャクソン (Michael "Mike" Jackson)
演 - ジョセフ・ギルガン
LGSMの創設メンバーのひとり。会では主にタイプライターなど書類仕事を担当している。
ステファニー・"ステフ"・チェンバース (Stephanie "Steph" Chambers)
演 - フェイ・マーセイ
創設メンバーの紅一点で、レズビアン。ゲイ・プライド・パレードで出会ったジョーの年齢を見逃してやる。分派のレズビアンズ・アゲインスト・ピット・クロージャーズ（炭鉱閉鎖反対レズビアンの会）参加を拒み、LGSMに残る。
ジョナサン・ブレイク (Jonathan Blake)
演 -ドミニク・ウェスト、声 - 蜂須賀智隆
ゲシンの恋人で舞台俳優。HIVの最初期の感染者のひとり。拘留期限に関する入れ知恵や彼のディスコ・ダンスが、オンルウィンの人々とLGSMが打ち解けるきっかけになる。
ゲシン・ロバーツ (Gethin Roberts)
演 - アンドリュー・スコット、声 - 村治学
ジョナサンの恋人で、北ウェールズ・リル出身。書店ゲイズ・ザ・ワードの店主で、LGSMの本部として店の裏を貸し出す。活動を進める中で、母親に勘当されて以来の帰郷を果たす。新聞記事が元となり、店だけでなく自身も襲撃される。ジョナサンの実際のパートナーは同じく活動家のナイジェル・ヤングだが、ゲシンはナイジェルの性格を投影したキャラクターになっている。
ジェフ・コール (Jeff Cole)
演 - フレディ・フォックス、声 ‐ 西山宏太朗
創設メンバーのひとり。ファッションに敏感なことから、オンルウィンの子どもたちから慕われる。
レジー・ブレンナーハセット (Reggie Blennerhassett)
演 - クリス・オーヴァトン (Chris Overton)
レイ・アラー (Ray Aller)
演 - ジョシュア・ヒル (Joshua Hill)
レジー・レイ共に創設メンバーで、カップルでLGSM参加する。
ジョー・"ブロムリー"・クーパー (Joe "Bromley" Cooper)
演 - ジョージ・マッケイ、声 - 河西健吾
架空のLGSM創設メンバーで、調理学校に通う20歳。会の公式写真家を務める。ブロムリー区出身であることから、会のメンバーには「ブロムリー」と呼ばれている。家族にはLGSMの参加と自身がゲイであることをひた隠しにしているが、アウティングに遭うなどして家出を決める。オーディエンス・サロゲートに相当する役。
ステラ (Stella)
演 - カリーナ・フェルナンデス
LGSMのメンバーで、ゾーイの恋人。後に女性だけの分派レズビアンズ・アゲインスト・ピット・クロージャーズ（炭鉱閉鎖反対レズビアンの会）を作ってゾーイとLGSMから離脱する。
ゾーイ (Zoe)
演 - ジェシー・ケイヴ
LGSMのメンバーで、ステラの恋人。ステラ共々ヴィーガニズムを実践している。

### LGSMメンバーの周囲の人々
マリオン・クーパー (Marion Cooper)
演 - モニカ・ドラン
同性愛者に否定的なジョーの母親。
トニー・クーパー (Tony Cooper)
演 - マシュー・フリン (Matthew Flynn)
ジョーの父親。アウティング後、ジョーが同性愛者であることに憤慨する。
ティナ (Tina)
演 - ローラ・マシューズ (Laura Matthews)
ジョーの姉。結婚した夫は同性愛者に偏見を持つ。彼女がジョーの部屋からLGSMの写真を見つけたことがアウティングのきっかけとなる。
ゲシンの母
演 - オルウェン・メディ(Olwen Medi)
信心深く、息子からのカミングアウトを受けてゲシンを勘当した。活動の最中久々に戻った息子と和解する。
ティム (Tim)
演 - ラッセル・トーヴィー
マークの友人で、過去の恋人。AIDSを発症している。

### オンルウィンの人々

主要キャスト
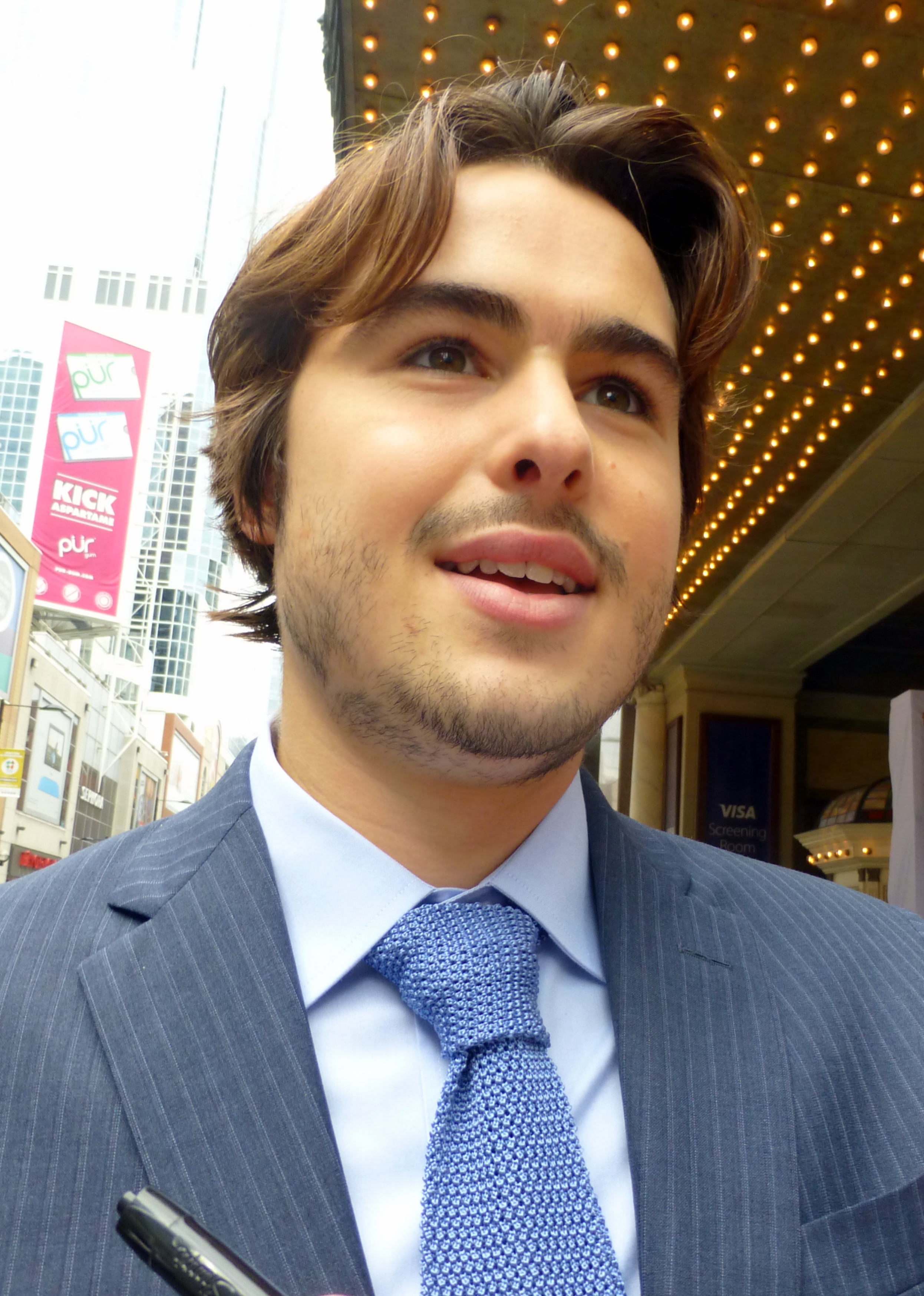
ベン・シュネッツァー
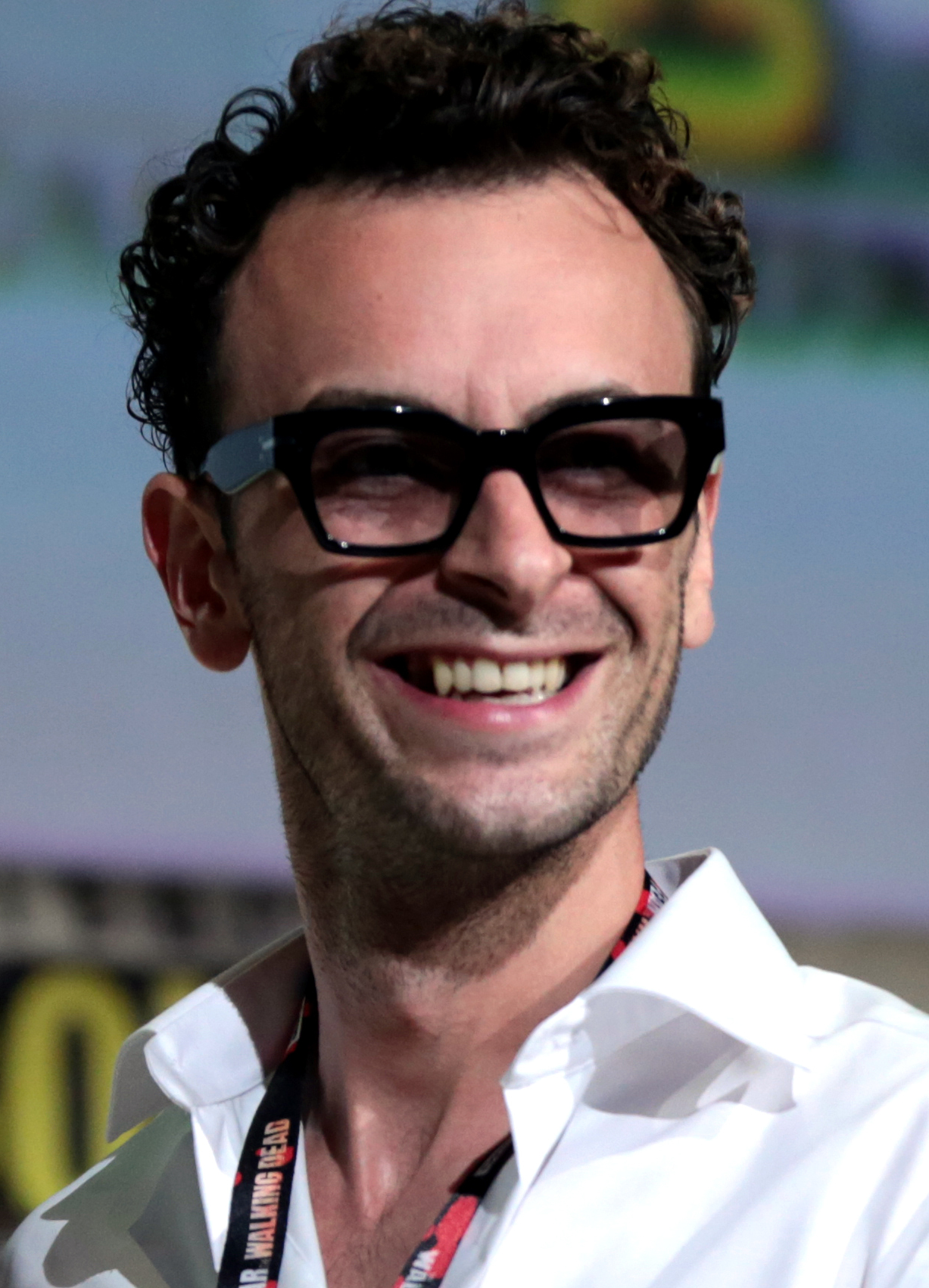
ジョセフ・ギルガン
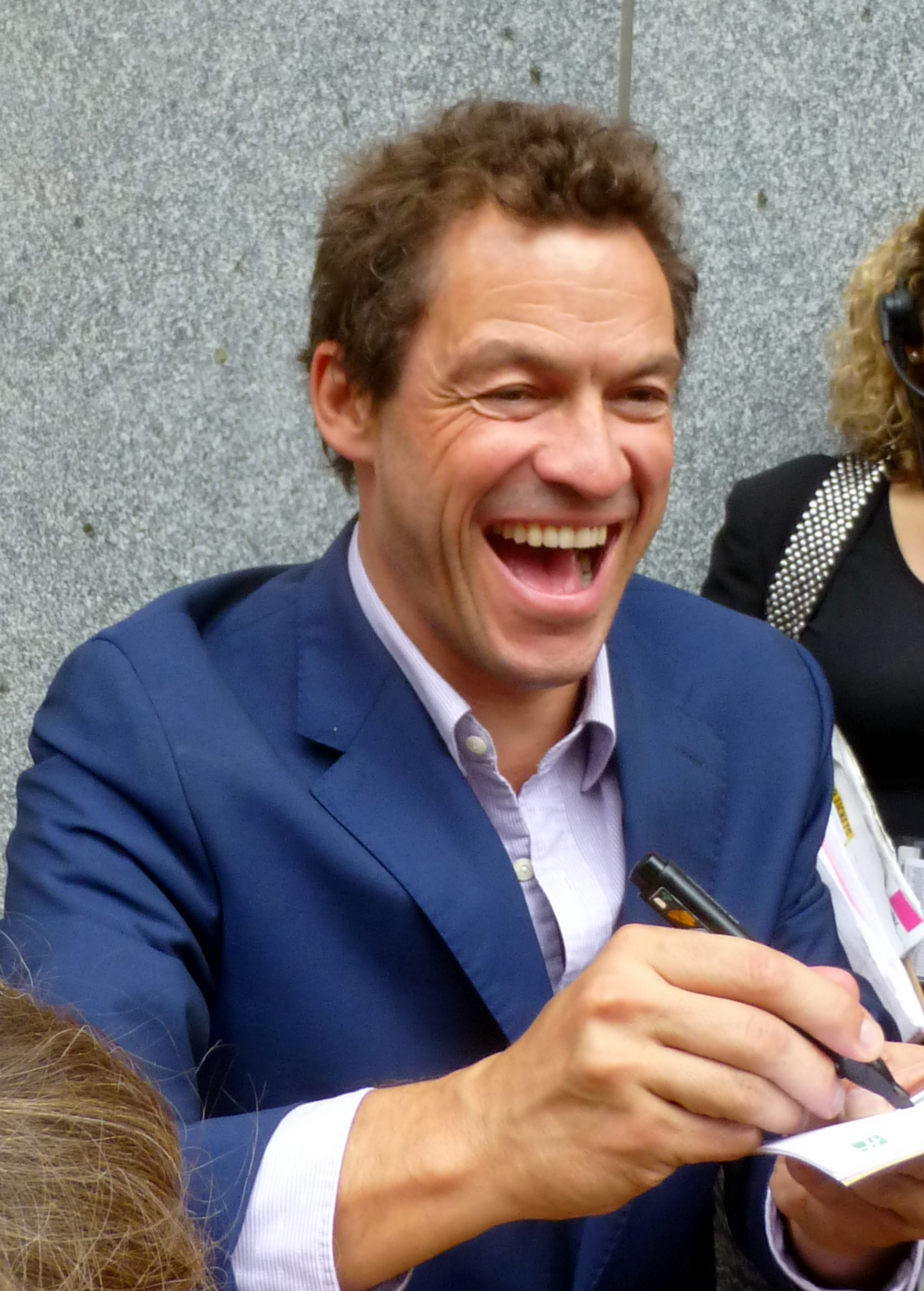
ドミニク・ウェスト
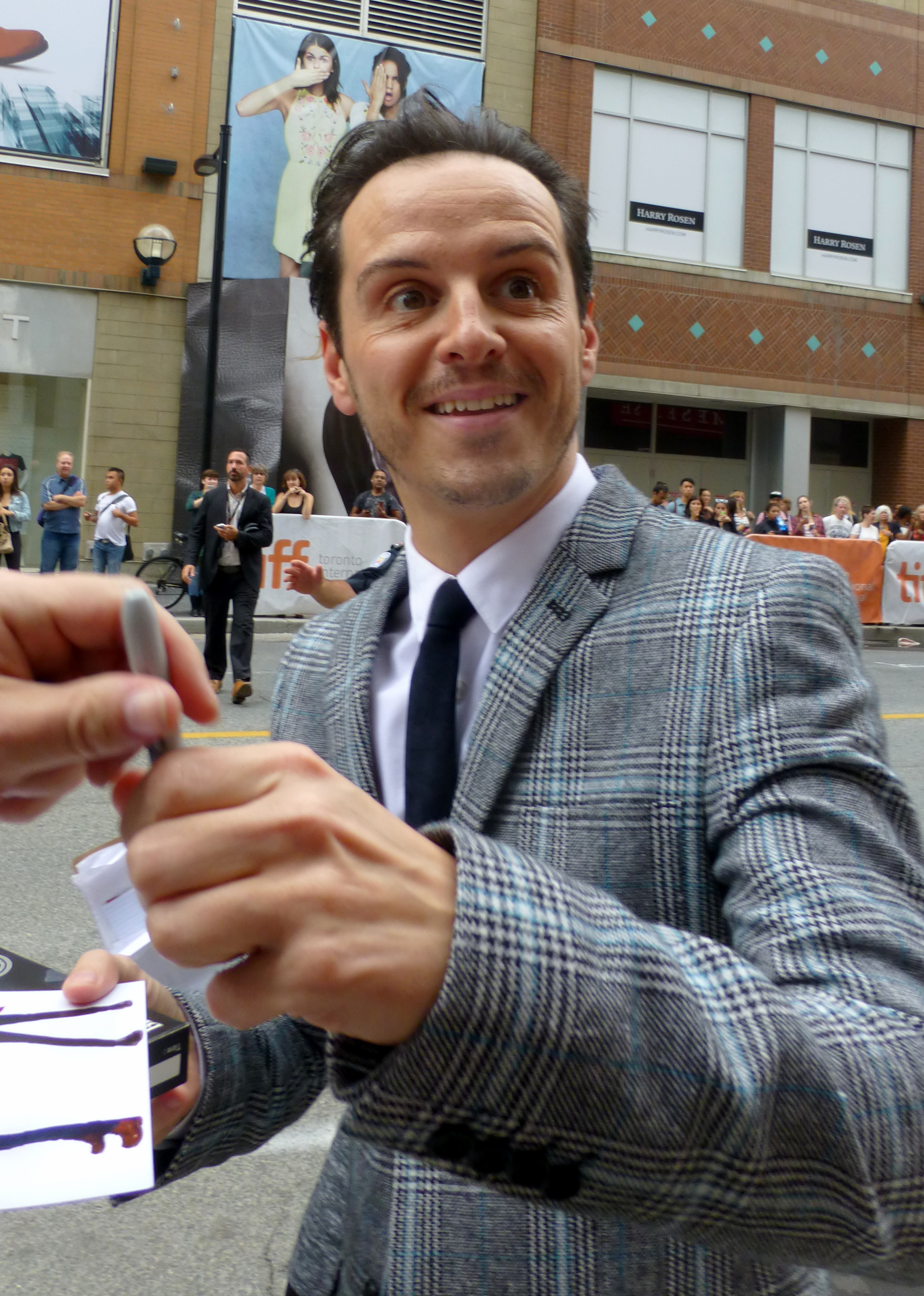
アンドリュー・スコット
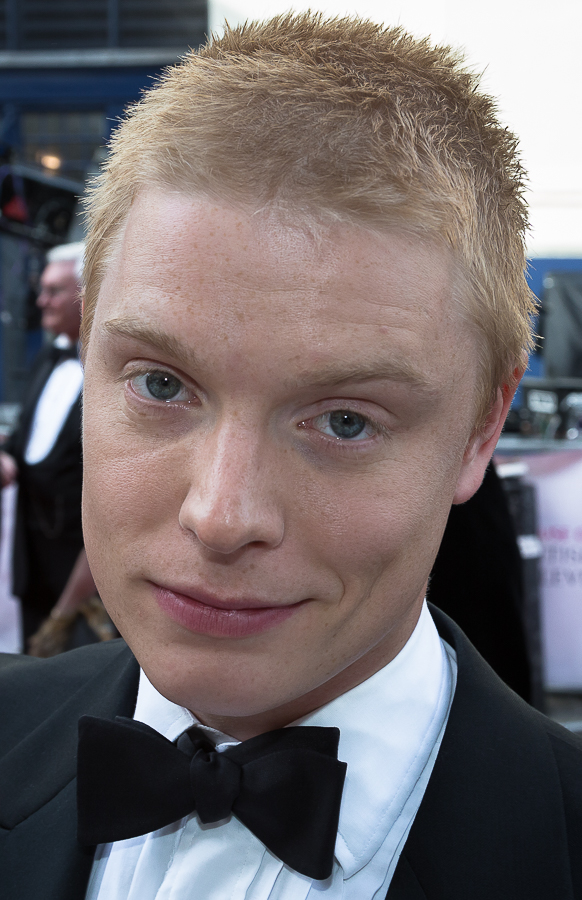
フレディ・フォックス
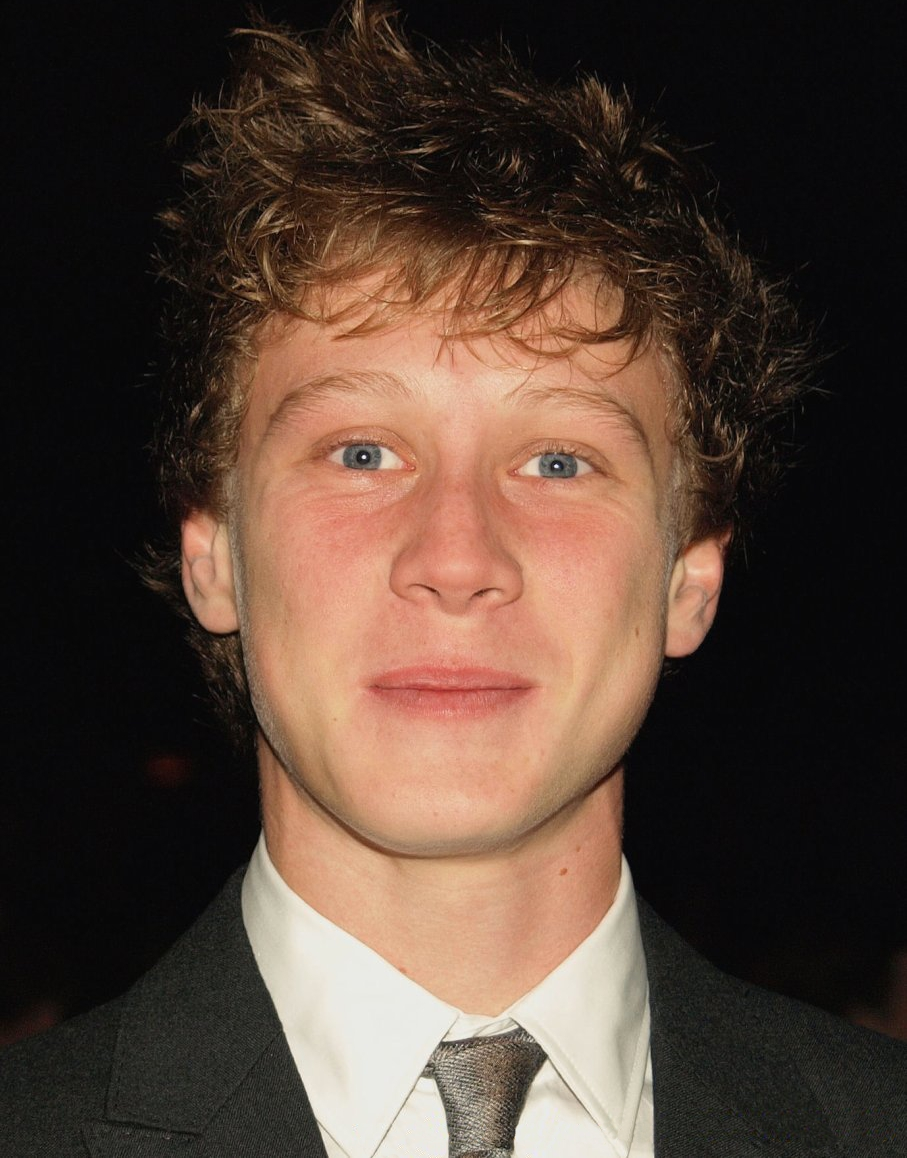
ジョージ・マッケイ
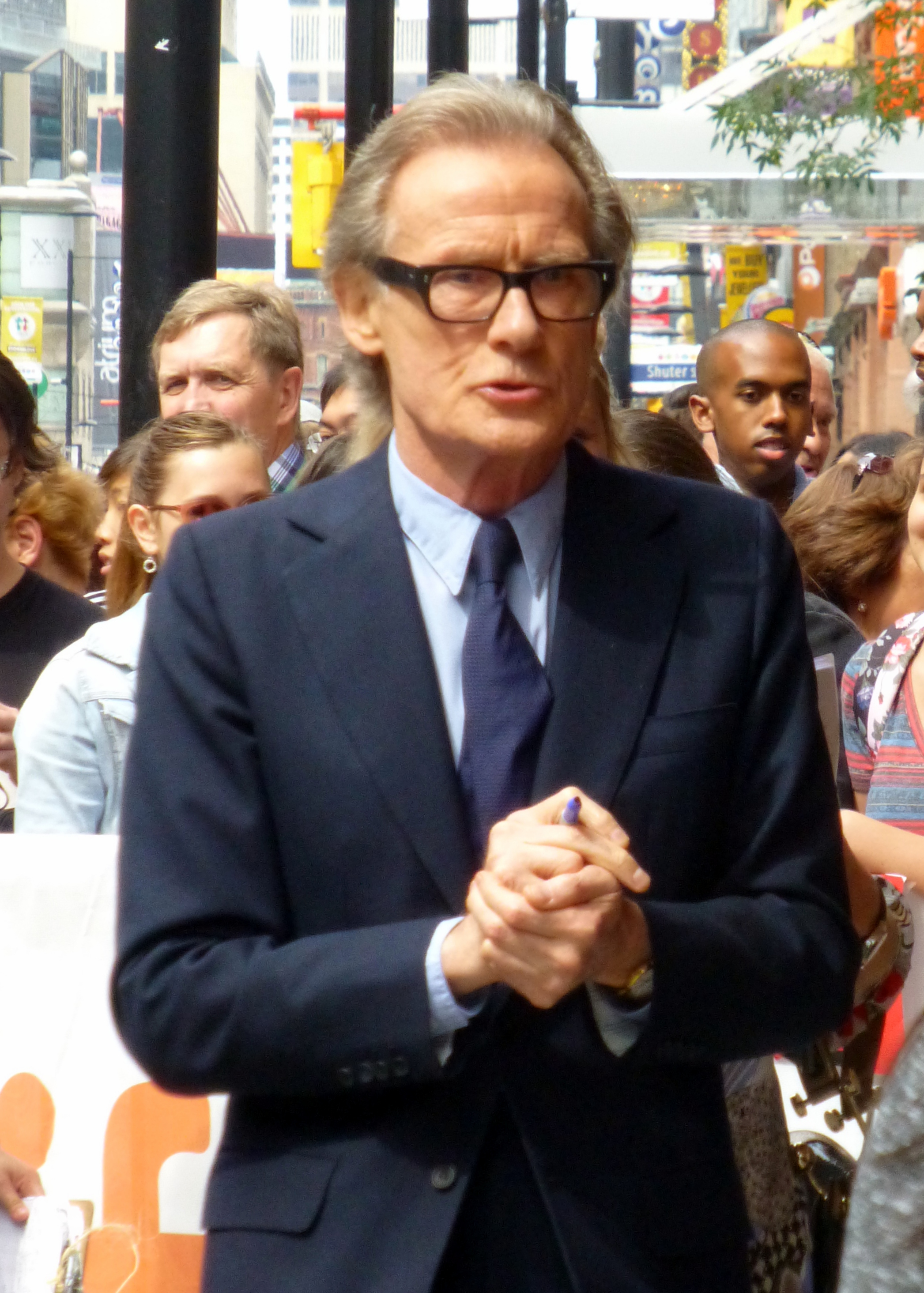
ビル・ナイ
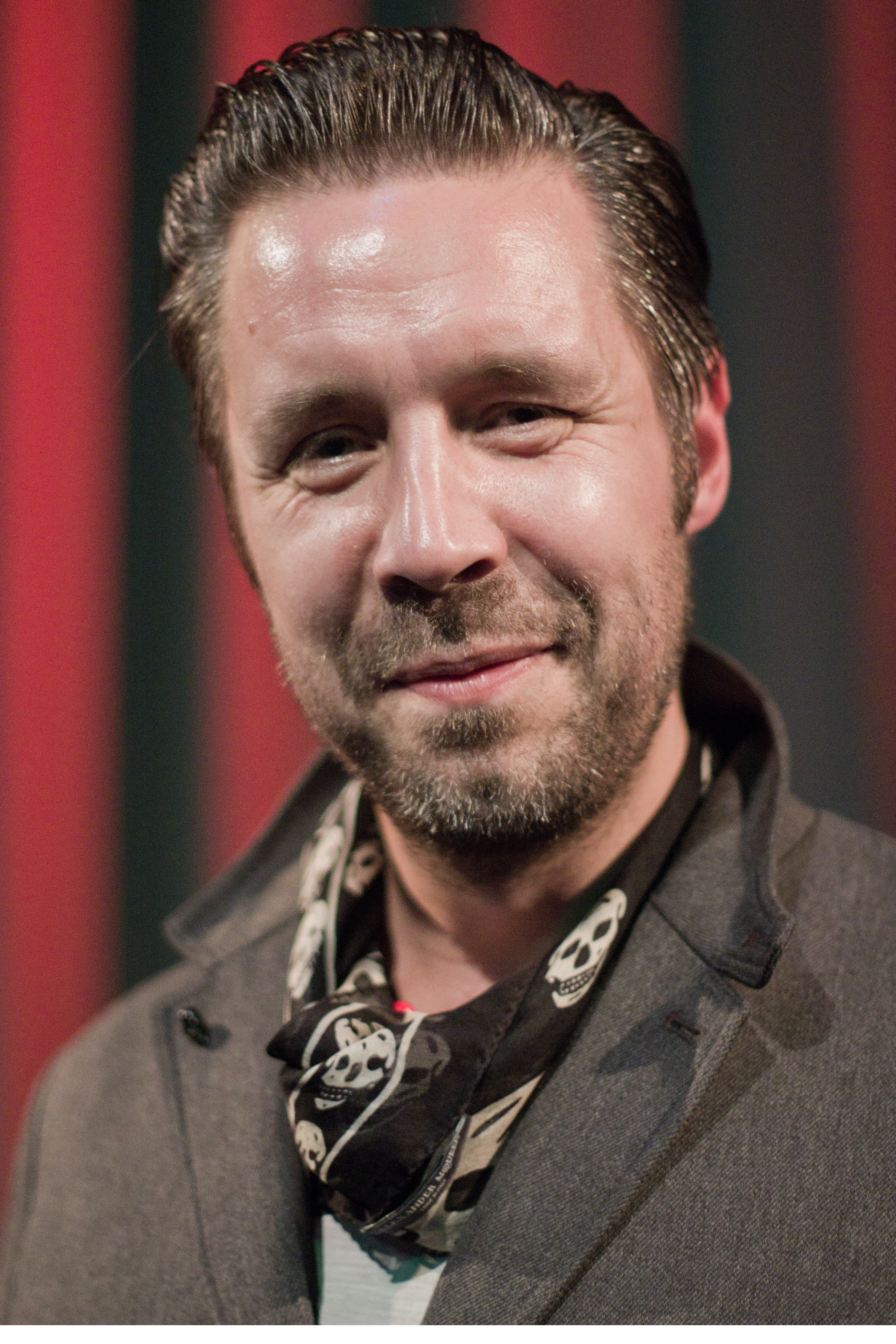
パディ・コンシダイン
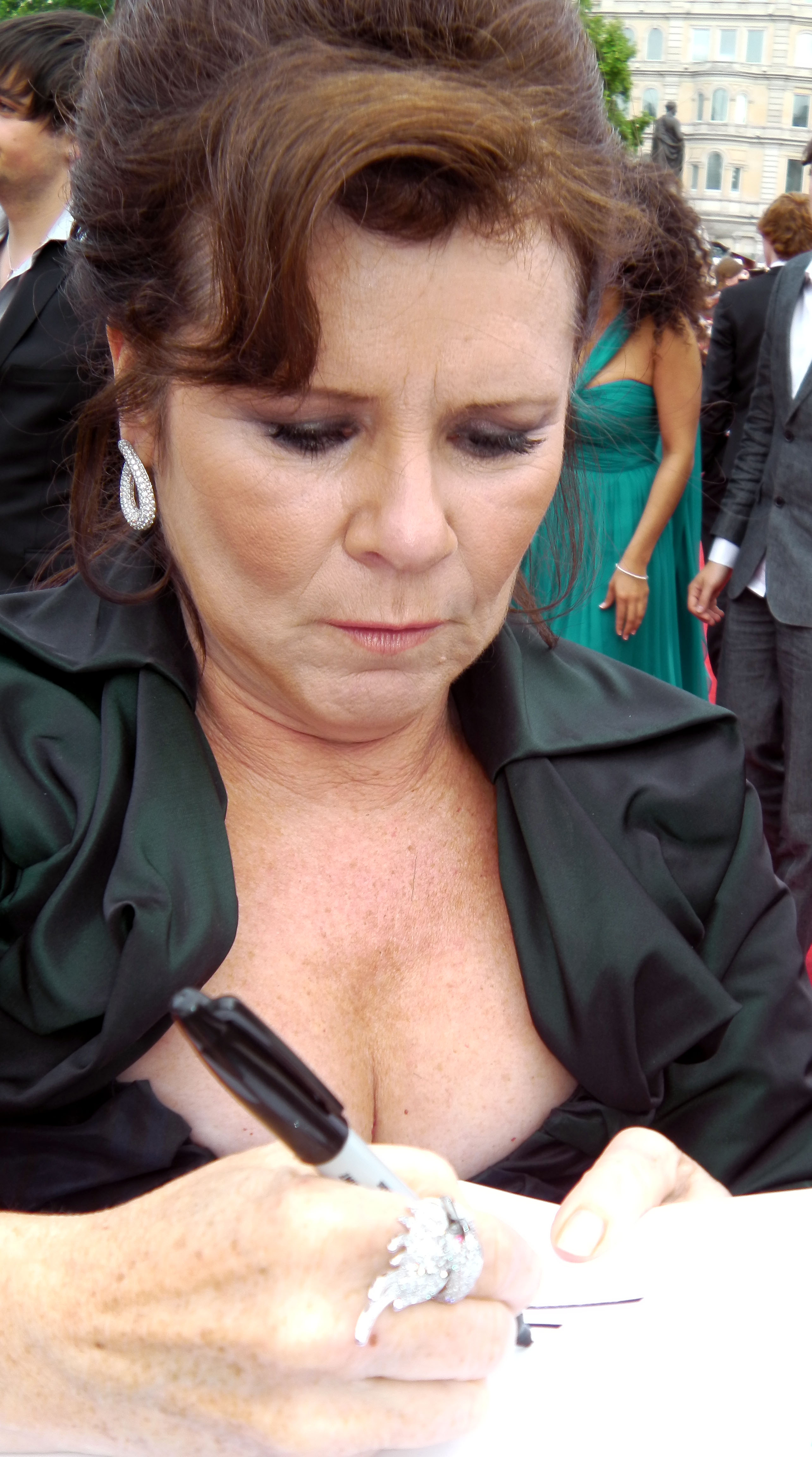
イメルダ・スタウントン

デイヴィッド・"ダイ"・ドノヴァン (David "Dai" Donovan)
演 - パディ・コンシダイン、声 - 野川雅史
ディライス炭鉱を代表し、LGSMに会いにロンドンへやってくる人物。その後はオンルウィンでの支援活動受け入れの中心的存在となる。マーガレットの夫。
クリフ・バリー (Cliff Barry)
演 - ビル・ナイ、声 - 堀越富三郎
組合の書記を務める。モーリーンは義妹で、弟を炭鉱事故で亡くしている。詩を好むが口下手。終盤、ヘフィーナにゲイであることをカミングアウトする。
ヘフィーナ・ヒードン (Hefina Headon)
演 - イメルダ・スタウントン、声 - 小宮和枝
福祉委員長。活動家としてLGSMのメンバーを受け入れる中心的存在。クリフがゲイであることに気付いていた。ロンドンで開かれたLGSMの音楽祭に参加する。

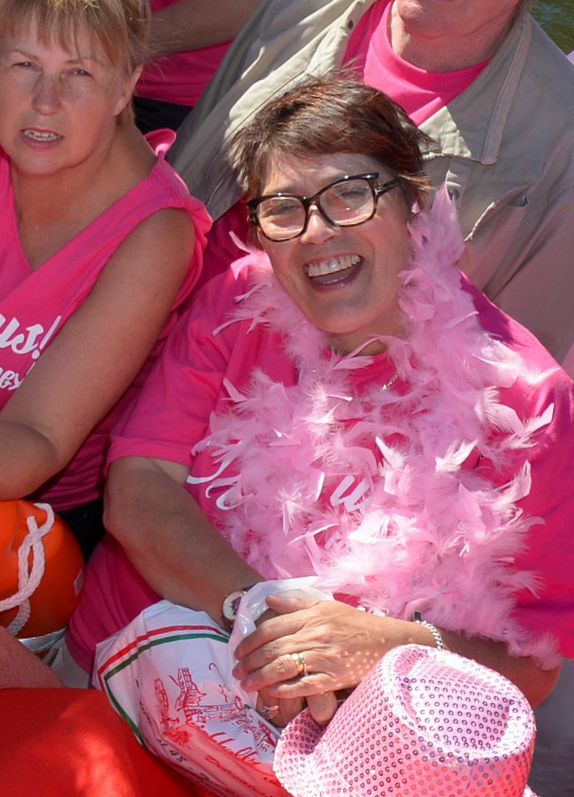
実際のシャーン本人。アムステルダムで開かれたユーロプライド2016で撮影

シャーン・ジェームズ (Siân James)
演 - ジェシカ・ガニング
マーティンの妻で2児の母。当初は支援物資の仕分けボランティアに過ぎなかったが、LGSMの受け入れを提言したことで、オンルウィンの活動の中心的存在になる。エピローグでは、ジョナサンの勧め通りスウォンジー大学に進学し、スウォンジー東選挙区初の女性議員になったことが明かされる。
マーティン・ジェームズ (Martin James)
演 - ロードリ・メイラー
シャーンの夫で2児の父。当初はLGSMら同性愛者の受け入れに否定的だったが、モーリーンの息子たちを怒鳴りつけるなど、交流を経て彼らの理解を深めていく。
マーガレット・ドノヴァン (Margaret Donovan)
演 - リズ・ホワイト
ダイの妻で婦人支援委員。
ゲイル・プリチャード (Gail Pritchard)
演 - ニア・グウィン (Nia Gwynne)
アランの妻で婦人支援委員。LGSMのメンバーとのパーティを通じ、特にステフとの親交を深める。
グウェン (Gwen)
演 - メナ・トラスラー (Menna Trussler)
やや高齢の組合員で、炭鉱夫だったウィリアムの未亡人。彼女が電話を取ったことが元でLGSMのオンルウィン支援が始まる。ヴィーガン（絶対菜食主義）のステラやゾーイに合わせ料理を覚えるなどする。
モーリーン・バリー (Maureen Barry)
演 - リサ・パルフリー
ホモフォビアからLGSMからの支援に否定的な婦人支援委員。クリフの弟の妻で、夫を炭鉱事故で亡くしている。2人の息子がいる。
デビー・トーマス (Debbie Thomas)
演 - ソフィー・エヴァンズ
オンルウィンの組合事務所にあるバーの店員。
カール・エヴァンズ (Carl Evans)
演 - カイル・リーズ
ジョナサンにダンス・レッスンを頼み込む炭鉱夫のひとり。
ゲイリー (Gary)
演 - ジャック・バッグス (Jack Baggs)
カールの友人で、ジョナサンからダンスを教わる。
ビンゴ大会の高齢女性
演 - デディ・デイヴィース
- 主要キャスト
- ベン・シュネッツァー
- ジョセフ・ギルガン
- ドミニク・ウェスト
- アンドリュー・スコット
- フレディ・フォックス
- ジョージ・マッケイ
- ビル・ナイ
- パディ・コンシダイン
- イメルダ・スタウントン

## 封切り

### 劇場公開
作品は監督週間のクロージング・フィルムとして2014年の第67回カンヌ国際映画祭で初公開され、上映後にはスタンディング・オベーションを受けたほか、この年のクィア・パルムを受賞した。同年9月には第39回トロント国際映画祭でも上映され、『ワシントン・ポスト』紙では「プレビュー・映画祭の観客双方から大人気だった」と報じられた。全英公開は2014年9月12日で、フランスでは5日後の9月17日に公開され、イギリス・フランスではパテが配給を担当した。またアメリカ合衆国での配給はCBSフィルムズが担当した。アメリカでは2014年9月26日に、ニューヨーク、ロサンゼルス、サンフランシスコで限定公開された。
日本では2014年12月に邦題が『パレードへようこそ』に決定したと報じられ、セテラ・インターナショナル配給で2015年4月4日に公開された。2017年6月には、日本テレビ「映画天国LGBT映画祭」の一環として地上波初放送された。

### レイティングに関する議論
イギリスでは全英映像等級審査機構が「時折の激しい言葉遣い」("occasional strong language") と性描写に関する2シーン（ゲイ・バーでボンデージを着た男性のシーンと、オンルウィンの女性たちがポルノ雑誌を寝室で見つけるシーン）を原因にレイティングを「15」（15歳未満の視聴を推奨しない）に決定した。またアメリカ映画協会 (MPAA)は、イギリスの「15」に最も近いR指定を行った。このレイティングは通例に従ったもので、英国映画協会はイギリスで「15」相当の映画はほとんどがアメリカでR指定になると述べた。『インデペンデント』紙ではMPAAのレイティングが「ドラコンの立法」("draconian") のようだと批判され、同性愛を扱った作品であるために若年者は付き添い無しで鑑賞できないレイティング ("no unaccompanied under-17s") になるのだと主張された（→ホモフォビア）。またこの記事では、MPAAが本作と同年に公開されたLGBT映画『人生は小説よりも奇なり』や、2013年公開の『G.B.F.』もR指定したことを批判している。『ガーディアン』紙では、この記事を引いて、MPAAが「NC-17」指定（17歳以下入場禁止）を行ったと報じたが、数日後に誤報を訂正した。MPAAはこの件についてコメントを出していないが、イギリスのLGBT活動家であるピーター・タッチェルは、「『パレードへようこそ』には、露骨な性描写や暴力描写はない。アメリカ映画協会にはマイルドな同性愛描写であったとしても、そうした描写がある映画は17歳以下には適さないという硬直した価値観があるようだ。」と述べている。
2015年1月、アメリカ合衆国でのDVD発売時に、作品中の同性愛についての説明書きが除去されたと報じられた。作品説明からは、「ロンドンを拠点にしたゲイ・レズビアンの活動家グループ」("a London-based group of gay and lesbian activists") という文言が差し替えられて「ロンドンを拠点にした活動家グループ」("a group of London-based activists") とされ、また裏面からはレズビアン・ゲイのバナーが除去されたという。

## 評価

### 興行収入
公開初週、作品はイギリスで718,778ポンドの興行収入を獲得し、週末の順位は『ボックストロール』、『LUCY/ルーシー』に次ぐ3位となった。第2週目の週末も、578,794ポンドの興行収入でイギリス国内第3位を維持した。『ガーディアン』紙では、第2週目の興行収入は12%下落したがウィークデイ興行にも強かったと報じ、「少しぐらついたスタートの後、マシュー・ウォーチャスの映画は観衆をぐいぐい牽引するしるしを見せている」と述べた。公開第3週のイギリス市場では、週末の興行収入400,247ポンドの第6位に後退した。第4週目の週末には10位に後退し、興行収入は248,654ポンドとなったが、イギリス国内のここまでの収入は総計3,265,317ポンドにのぼった。
アメリカ合衆国では限定公開6館となったが、公開初週末で総計84,791ドルの興行収入を得た。公開規模はゆっくりと拡大し、第2週までに劇場数はさらに増加したほか、10月10日からは限定公開された3都市以外の街でも公開された。

### 批評家の反応
作品は批評家に絶賛されている。映画批評を蓄積するサイト・Rotten Tomatoesでは、134件のレビューに基づき、新鮮度93%、平均得点10点満点中7.6点が付けられた「新鮮な映画」に分類されている。また同サイトでは、批評数を基にした2014年のコメディ映画ランキングで『グランド・ブダペスト・ホテル』と『バードマン あるいは（無知がもたらす予期せぬ奇跡）』に次ぐ3位となった。Metacriticでは36件のレビューに基づき、100点満点中の79点が付けられた。
『インデペンデント』紙のジェフリー・マクナブは、この映画が『フル・モンティ』や『ブラス!』、『リトル・ダンサー』（ビリー・エリオット）といった英国映画に引き続き、「産業基盤が疲れ果ててしまったイギリス」を舞台にしたと指摘している。マクナブは5つ星を付け、「自由奔放なコメディを複雑な記録と結びつけた」脚本を賞賛したほか、マシュー・ウォーチャス監督は映画全体に「視覚的コントラストと耳障りな並列で味付けをした」と述べた。またこの作品は、作中取り上げられる問題を軽視することなく、そのユーモアと理解のしやすさを保っていると述べた。
『ガーディアン』紙に批評を投稿したピーター・ブラッドショーは、作品を「感動的で愛すべき」("impassioned and lovable") ものだと評した。彼はクリフの「無口な臆病さ」("taciturn shyness") を演じたビル・ナイや、「堂々として理知的な振る舞い」("dignified and intelligent performance") を見せるダイ役のパディ・コンシダインなど、俳優陣の演技を絶賛した。作品公開目前の2013年10月に亡くなったヘフィーナ・ヒードンを演じたイメルダ・スタウントンに対しても好評価が寄せられた。『インデペンデント』紙のマクナブは、実権を握る女性ヘフィーナは、「一部肝っ玉母さん (Mother Courage) で一部ヒルダ・オグデン」("part Mother Courage and part Hilda Ogden") のようだと述べた。マーク・アシュトンを演じたベン・シュネッツァーの演技も好評価されている。『ロンドン・イヴニング・スタンダード』に批評を投稿したシャーロット・オサリヴァンは、「シュネッツァーは有望でなさそうな履歴書のニューヨーカーなのに（『やさしい本泥棒』に登場した数少ない美点のひとつだ）、ここでは素晴らしく輝いている」と述べた。『シドニー・モーニング・ヘラルド』のポール・バーンズは、作品は「ドライで、意外で、思いやりがあり、政治的理解が深く、感情的に価値のあるもので、着実な仕事をする素晴らしい俳優たちをきちんと集めている」と述べた。
『フィナンシャル・タイムズ』紙のナイジェル・アンドリュースは5つ星中1つ星の評価で、作品は「奇術、比喩、陳腐な表現のオンパレードで、ポリティカル・コレクトネスという一輪車の上で2時間バランスを取るよう設計されたもの」("a parade of tricks, tropes and tritenesses, designed to keep its balance for two hours atop a political correctness unicycle") だと評した。アンドリュースはさらに、「近代史の中で、イギリスの炭鉱労働者たちのストライキが英雄的な改革運動だと、文化的にイメージ変更されることほど驚かされることはない。これはラダイト運動家が（とりわけ）温室効果ガスや肺気腫に関する、組合の煽動行為を支持するよりももっとだ」と述べた。これに対し、『フィナンシャル・タイムズ』に投稿された手紙では、作品がストライキ中アーサー・スカーギルが見せた「妥協しない態度」("intransigence") を明白にしたのだとされた。

### 受賞とノミネート
| 映画賞                             | 授賞式開催日   | 部門                                                    | 対象                                                          | 結果       |
| ---------------------------------- | -------------- | ------------------------------------------------------- | ------------------------------------------------------------- | ---------- |
| 第67回カンヌ国際映画祭             | 2014年5月25日  | クィア・パルム                                          | 作品本編                                                      | 受賞       |
| 第67回カンヌ国際映画祭             | 2014年5月25日  | 監督週間                                                | 作品本編                                                      | ノミネート |
| フィルム・フェスト・ヘント2014     | 2014年10月27日 | 「ヘント港」観客賞 Audience award "Port of Ghent"       | 作品本編                                                      | 受賞       |
| ライデン国際映画祭2014             | 2014年11月10日 | 観客賞                                                  | 作品本編                                                      | 受賞       |
| 第17回英国インディペンデント映画賞 | 2014年12月7日  | 作品賞                                                  | 作品本編                                                      | 受賞       |
| 第17回英国インディペンデント映画賞 | 2014年12月7日  | 監督賞                                                  | マシュー・ウォーチャス                                        | ノミネート |
| 第17回英国インディペンデント映画賞 | 2014年12月7日  | 脚本賞                                                  | スティーヴン・ベレズフォード                                  | ノミネート |
| 第17回英国インディペンデント映画賞 | 2014年12月7日  | 助演女優賞                                              | イメルダ・スタウントン                                        | 受賞       |
| 第17回英国インディペンデント映画賞 | 2014年12月7日  | 助演男優賞                                              | アンドリュー・スコット                                        | 受賞       |
| 第17回英国インディペンデント映画賞 | 2014年12月7日  | 助演男優賞                                              | ベン・シュネッツァー                                          | ノミネート |
| 第17回英国インディペンデント映画賞 | 2014年12月7日  | 有望新人賞 (Most Promising Newcomer)                    | ベン・シュネッツァー                                          | ノミネート |
| 第72回ゴールデングローブ賞         | 2015年1月11日  | 映画部門 作品賞 (ミュージカル・コメディ部門)            | 作品本編                                                      | ノミネート |
| 第35回ロンドン映画批評家協会賞     | 2015年1月18日  | 今年のイギリス・アイルランド映画賞                      | 作品本編                                                      | ノミネート |
| ドリアン賞2014                     | 2015年1月20日  | 今年のLGBTQ映画 (LGBTQ Film of the Year)                | 作品本編                                                      | 受賞       |
| ドリアン賞2014                     | 2015年1月20日  | 不当評価された今年の映画 (Unsung Film of the Year)      | 作品本編                                                      | 受賞       |
| ドリアン賞2014                     | 2015年1月20日  | 今年の映画 (Film of the Year)                           | 作品本編                                                      | ノミネート |
| アーティオス賞                     | 2015年1月22日  | キャスティング賞 長編映画スタジオ・独立コメディ映画部門 | フィオナ・ウィアー                                            | ノミネート |
| 第68回英国アカデミー賞             | 2015年2月8日   | 英国作品賞                                              | 作品本編                                                      | ノミネート |
| 第68回英国アカデミー賞             | 2015年2月8日   | 助演女優賞                                              | イメルダ・スタウントン                                        | ノミネート |
| 第68回英国アカデミー賞             | 2015年2月8日   | 新人英国脚本家・監督・プロデューサー賞                  | スティーヴン・ベレズフォード、 デイヴィッド・リヴィングストン | 受賞       |
| 第26回GLAADメディア賞              | 2015年3月21日  | 全米公開映画 – 作品賞                                   | 作品本編                                                      | ノミネート |
| 第12回アイルランド映画&テレビ賞    | 2015年5月24日  | 長編映画部門助演男優賞                                  | アンドリュー・スコット                                        | ノミネート |
| ダヴィッド・ディ・ドナテッロ賞     | 2015年6月12日  | ヨーロッパ映画賞                                        | 作品本編                                                      | ノミネート |

## サウンドトラック
作品の時代設定に合わせ、サウンドトラックには1980年代イギリスのヒットソングが数多く用いられている。また、実際に同性愛を公表していたアーティストの曲や、当時同性愛コミュニティの中で人気だったモリッシーの曲が使われたり、スト運動という背景に合わせピート・シーガーのプロテストソングが使われるなどしている。
日本では映画の公開に合わせ、2015年2月16日にユニバーサルミュージックから配信販売された。
| #         | タイトル                                                              | 作詞      | 作曲・編曲 | アーティスト                         | 時間 |
| --------- | --------------------------------------------------------------------- | --------- | ---------- | ------------------------------------ | ---- |
| 1.        | 「ブレイク・フリー (自由への旅立ち)」(I Want to Break Free)           |           |            | クイーン                             | 4:23 |
| 2.        | 「シェイム、シェイム、シェイム」(Shame, Shame, Shame)                 |           |            | シャーリー&カンパニー                | 3:47 |
| 3.        | 「ホワイ?」(Why?)                                                     |           |            | ブロンスキ・ビート                   | 4:04 |
| 4.        | 「ラヴ&プライド」(Love & Pride)                                       |           |            | キング                               | 3:21 |
| 5.        | 「リラックス」(Relax)                                                 |           |            | フランキー・ゴーズ・トゥ・ハリウッド | 3:57 |
| 6.        | 「テインティド・ラヴ」(Tainted Love)                                  |           |            | ソフト・セル                         | 2:37 |
| 7.        | 「ウエスト・エンド・ガールズ」(West End Girls)                        |           |            | ペット・ショップ・ボーイズ           | 4:01 |
| 8.        | 「カーマは気まぐれ」(Karma Chameleon)                                 |           |            | カルチャー・クラブ                   | 4:02 |
| 9.        | 「プル・アップ・トゥ・ザ・バンパー」(Pull Up to the Bumper)           |           |            | グレイス・ジョーンズ                 | 4:42 |
| 10.       | 「ユー・スピン・ミー・ラウンド」(You Spin Me Round)                   |           |            | デッド・オア・アライヴ               | 3:19 |
| 11.       | 「フリーダム」(Freedom)                                               |           |            | ワム!                                | 5:20 |
| 12.       | 「アイ・セカンド・ザット・エモーション」(I Second That Emotion)       |           |            | スモーキー・ロビンソン               | 2:42 |
| 13.       | 「ウォール・カム・タンブリング・ダウン」(Walls Come Tumbling Down)    |           |            | スタイル・カウンシル                 | 3:23 |
| 14.       | 「テンプテーション」(Temptation)                                      |           |            | ヘヴン17                             | 3:26 |
| 15.       | 「ラヴ・ウィル・ティア・アス・アパート」(Love Will Tear Us Apart)     |           |            | ジョイ・ディヴィジョン               | 3:21 |
| 16.       | 「ペイル・シェルター」(Pale Shelter)                                  |           |            | ティアーズ・フォー・フィアーズ       | 4:27 |
| 17.       | 「メイキング・プランズ・フォー・ナイジェル」(Making Plans For Nigel)  |           |            | XTC                                  | 4:12 |
| 18.       | 「アワ・リップス・アー・シールド」(Our Lips Are Sealed)               |           |            | ファン・ボーイ・スリー               | 2:53 |
| 19.       | 「ゼア・イズ・パワー・イン・ア・ユニオン」(There Is Power in a Union) |           |            | ビリー・ブラッグ                     | 2:49 |
| 20.       | 「ソリダリティ・フォーエヴァー」(Solidarity Forever)                  |           |            | ピート・シーガー                     | 2:51 |
| 21.       | 「アクロス・ザ・グレート・ディヴァイド」(Across the Great Divide)     |           |            | フランク・ソリヴァン (Frank Solivan) | 3:54 |
| 合計時間: | 合計時間:                                                             | 合計時間: | 77:31      |                                      |      |

| #         | タイトル                                                                              | 作詞      | 作曲・編曲 | アーティスト                               | 時間 |
| --------- | ------------------------------------------------------------------------------------- | --------- | ---------- | ------------------------------------------ | ---- |
| 1.        | 「トゥー・トライブス」(Two Tribes)                                                    |           |            | フランキー・ゴーズ・トゥ・ハリウッド       | 3:24 |
| 2.        | 「ブルー・マンデー」(Blue Monday)                                                     |           |            | ニュー・オーダー                           | 4:04 |
| 3.        | 「フォー・ア・フレンド」(For a Friend)                                                |           |            | コミュナーズ                               | 4:36 |
| 4.        | 「オール・オブ・マイ・ハート」(All of My Heart)                                       |           |            | ABC                                        | 4:49 |
| 5.        | 「ドゥ・ヤ・ワナ・ファンク」(Do Ya Wanna Funk)                                        |           |            | シルヴェスター                             | 3:29 |
| 6.        | 「レッド・レッド・ワイン」(Red Red Wine)                                              |           |            | UB40                                       | 3:00 |
| 7.        | 「悪魔のラヴ・ソング」(Genius of Love)                                                |           |            | トム・トム・クラブ                         | 3:28 |
| 8.        | 「ホモサピエン」(Homosapien)                                                          |           |            | ピート・シェリー                           | 4:34 |
| 9.        | 「ハード・タイムズ」(Hard Times)                                                      |           |            | ヒューマン・リーグ                         | 4:54 |
| 10.       | 「アイ・トラヴェル」(I Travel)                                                        |           |            | シンプル・マインズ                         | 4:03 |
| 11.       | 「ア・ニュー・イングランド」(A New England)                                           |           |            | カースティ・マッコール                     | 3:48 |
| 12.       | 「ウェイティング・フォー・ザ・ラヴ・ボート」(Waiting for the Love Boat)               |           |            | アソシエイツ                               | 4:26 |
| 13.       | 「ゴースツ」(Ghosts)                                                                  |           |            | ジャパン                                   | 4:32 |
| 14.       | 「リヴィング・オン・ザ・シーリング」(Living on the Ceiling)                           |           |            | ブランマンジェ                             | 4:03 |
| 15.       | 「愛しのロバート・デ・ニーロ」(Robert De Niro's Waiting...)                           |           |            | バナナラマ                                 | 3:41 |
| 16.       | 「キープ・オン・キーピン・オン！」(Keep On Keepin' On!)                               |           |            | レッドスキンズ                             | 3:52 |
| 17.       | 「アー・ユー・レディ・トゥ・ビー・ハートブロークン」(Are You Ready to Be Heartbroken) |           |            | ロイド・コール・アンド・ザ・コモーションズ | 3:05 |
| 18.       | 「アクロス・ザ・ブリッジ」(Across the Bridge)                                         |           |            | クリストファー・ナイティンゲール           | 1:40 |
| 19.       | 「オータム・モンタージュ」(Autumn Montage)                                            |           |            | クリストファー・ナイティンゲール           | 1:25 |
| 20.       | 「ホームカミング」(Homecoming)                                                        |           |            | クリストファー・ナイティンゲール           | 2:50 |
| 21.       | 「パンと薔薇」(Bread and Roses)                                                       |           |            | ブロンウェン・ルイス (Bronwen Lewis)       | 1:55 |
| 合計時間: | 合計時間:                                                                             | 合計時間: | 75:38      |                                            |      |